# David Guzmán
Pour les articles homonymes, voir Guzmán.
 (janvier 2022).
David Guzmán (né le 18 février 1990 à San José, Costa Rica) est un footballeur international costaricien qui joue au poste de milieu défensif au Deportivo Saprissa.

## Biographie

### En club
David Guzmán atteint les demi-finales de la Ligue des champions de la CONCACAF en 2011 avec le Deportivo Saprissa, en étant battu par le Real Salt Lake.

### En sélection
Avec les moins de 17 ans, il participe à la Coupe du monde des moins de 17 ans en 2007. Lors du mondial junior organisé en Corée du Sud, il joue quatre matchs. Le Costa Rica s'incline en huitièmes de finale face à l'Argentine.
Avec les moins de 20 ans, il participe à la Coupe du monde des moins de 20 ans en 2009. Lors du mondial junior organisé en Égypte, il joue six matchs. Il marque un but en phase de poule contre l'Australie. Le Costa Rica se classe quatrième du mondial, en étant battue par la Hongrie lors de la "petite finale", après une séance de tirs au but.
David Guzmán reçoit sa première sélection en Costa Rica le 1er juin 2010, en amical contre la Suisse (victoire 0-1).
Il participe à de nombreuses compétitions internationales avec le Costa Rica. Il prend part à deux Copa Centroamericana, en 2011 et 2017. Il prend également part à quatre Gold Cup, en 2011, 2015, 2017 et 2021. Il participe également à la Copa América 2011 qui se déroule en Argentine. Enfin, il dispute la Coupe du monde 2018 organisée en Russie. Il joue trois matchs lors de ce mondial, qui voit le Costa Rica ne pas dépasser le premier tour, avec un bilan d'un nul et deux défaites.
Son meilleur résultat avec le Costa Rica est une place de demi-finaliste, obtenue lors de la Gold Cup 2017, où le Costa Rica s'incline face aux États-Unis.

## Palmarès
- Champion du Costa Rica en 2010 (Clausura), 2014 (Clausura), 2014 (Apertura), 2015 (Apertura), 2016 (Apertura), 2020 (Clausura), et 2021 (Clausura) avec le Deportivo Saprissa
- Vainqueur de la Coupe du Costa Rica en 2013 avec le Deportivo Saprissa
- Finaliste de la Coupe du Costa Rica en 2014 avec le Deportivo Saprissa